# Joachim Streich
Joachim Streich (13. dubna 1951 Wismar – 16. dubna 2022) byl východoněmecký fotbalista a trenér. Hrál za Hansu Rostock a 1. FC Magdeburk. Je rekordmanem v počtu utkání i v počtu vstřelených branek za reprezentaci Německé demokratické republiky i v počtu vstřelených branek ve východoněmecké lize. Zemřel 16. dubna 2022 ve věku 71 let na rakovinu.

## Hráčská kariéra
Joachim Streich hrál za Hansu Rostock a 1. FC Magdeburk. Je rekordmanem v počtu vstřelených branek ve východoněmecké lize (229 gólů).
Je i rekordmanem v počtu utkání i v počtu vstřelených branek za reprezentaci Německé demokratické republiky. Dříve se počítalo 102 zápasů a 55 gólů. V roce 1999 ale FIFA stanovila, že se nemají počítat zápasy za olympijské týmy po roce 1948, a tak dnes pro Streicha platí 98 zápasů a 53 branek.
Je čtyřnásobným králem střelců ligy NDR (1976/77, 1978/79, 1980/81, 1982/83) a 2× fotbalistou sezony NDR (1978/79, 1982/83).
Hrál na OH 1972 a MS 1974.

## Trenérská kariéra
Trénoval 1. FC Magdeburk, Eintracht Braunschweig a FSV Zwickau.

## Úspěchy

### Reprezentace
- Olympijské hry: Bronz 1972

### Klub
- 3× Pohár NDR: 1977/78, 1978/79, 1982/83

### Individuální
- 4× králem střelců ligy NDR: 1976/77, 1978/79, 1980/81, 1982/83
- 2× fotbalistou sezony NDR: 1978/79, 1982/83
- Nejvíc zápasů za NDR: 98
- Nejvíc gólů za NDR: 53
- Nejvíc gólů v lize NDR: 229
- Nejvíc gólů v zápase ligy NDR: 6